# Agave chiapensis
Espèce
Classification phylogénétique
Agave chiapensis est une espèce d'agave de la famille des Agavaceae.
Ce petit agave ne possède pas de feuilles épineuses, ce qui en fait un agave idéal pour les jardins. Sa hampe florale est démesurée (2 m) et large par rapport à sa taille.
Il est endémique à l'état du Chiapas au Mexique.